# Mina d'or de Kumtor
La mina d'or de Kumtor (en kirguís, “Kumtör”) és una mina a cel obert situada 80 quilòmetres al sud del llac Issik Kul (Kirguizstan), que pertany a la companyia canadenca Centerra Gold. És la mina d'or a cel obert més gran de l'Àsia central i roman activa des de 1997. Des del seu inici fins al 2015, ha produït 10 milions d'unces d'or (unes 300 tones), i té unes reserves estimades de 5,6 milions d'unces més. Les darreres previsions suggereixen que l'explotació de la mina continuarà fins a l'any 2021.
La mina d'or de Kumtor és la principal font de treball no estatal del país, (2959 empleats l'octubre de 2016, segons la pròpia companyia) suposa entre un 7,4 i un 10% del PIB, i representa un 25% de la producció industrial del Kirguizstan. Tot i la seva importància econòmica, des dels seus inicis ha suscitat polèmiques i rebuig entre una part important de la població del país degut a desacords amb el govern, escàndols de corrupció, impacte de la mineria sobre els glaciars i contaminació de l'aigua.

## Història
El dipòsit d'or de Kumtor va ser descobert l'any 1978. La creació de la mina va ser desestimada temporalment, ja que l'informe de viabilitat econòmica indicava que era una operació massa costosa: 995.4 milions de rubles soviètics (aproximadament 1.46 bilions de dòlars americans d'avui en dia). Quan el Kirguizstan va assolir la independència l'any 1991, l'escenari va canviar, degut a la possibilitat d'atreure inversió estrangera. El 4 de desembre de 1992, a Toronto (Canadà), el govern del Kirguizstan (en aquells moments presidit per Askar Akàiev) i la Cameco Corporation van arribar a un acord per l'explotació de la mina.